# Derogenes macrostoma
Derogenes macrostoma är en plattmaskart. Derogenes macrostoma ingår i släktet Derogenes och familjen Hemiuridae. Inga underarter finns listade i Catalogue of Life.